# Azúcar de palma

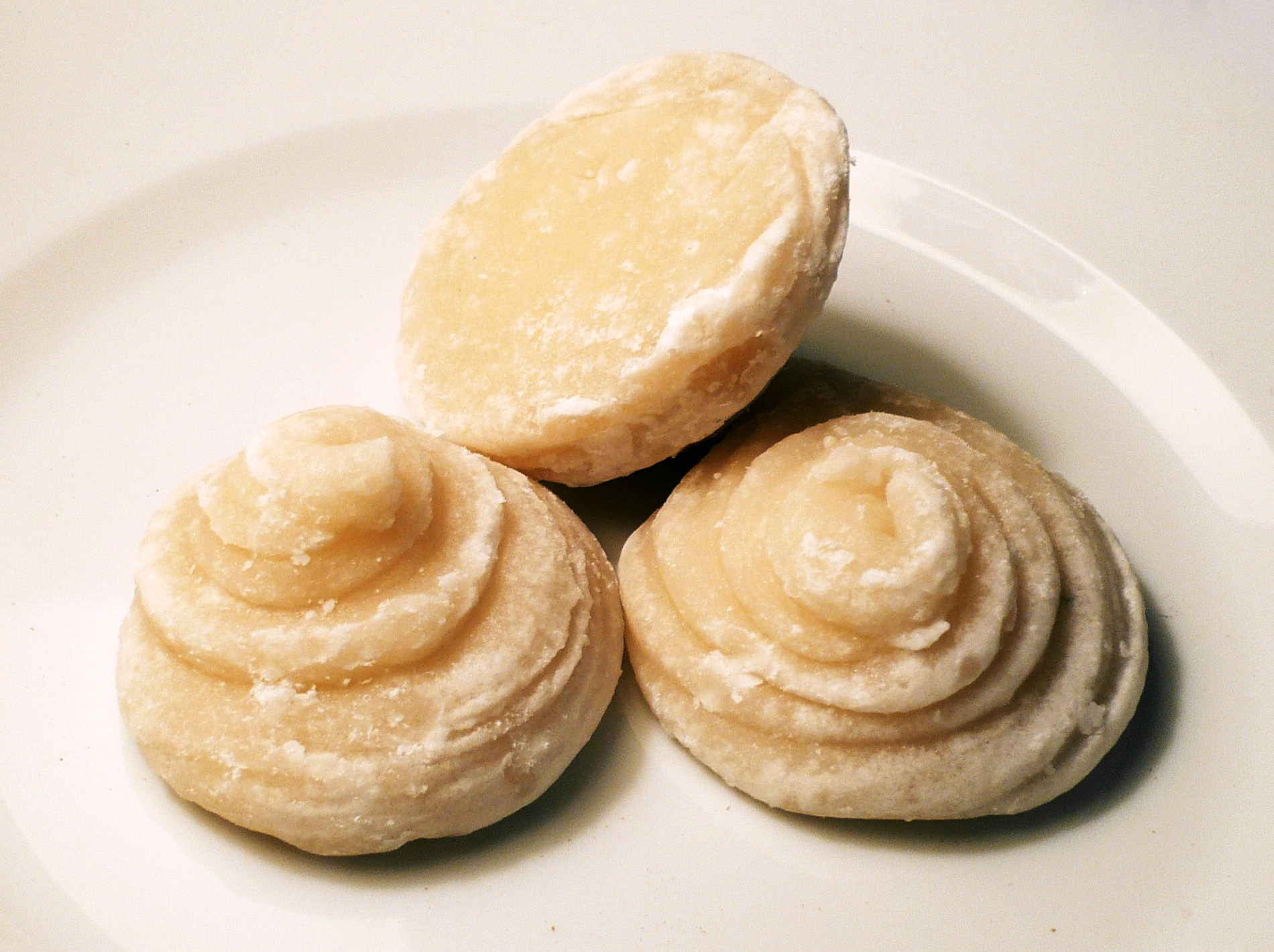
Tres dulces de azúcar de palma producidos comercialmente, con forma de concha marina.

El azúcar de palma se hacía originalmente a partir de la savia rica en azúcar de la palmera, la palma datilera o la palma datilera silvestre. Actualmente, se hace también a partir de savia de sagú, azucarera o cocotero.

## Descripción
El sabor del azúcar de palma cocotera pura recuerda al del azúcar moreno. En cocina, tiene un punto de fusión muy bajo, ardiendo a temperatura extremadamente alta, lo que lo hace adecuado para repostería.
Hay varios tipos de azúcar de palma cocotera disponibles en el mercado. El presente en los mercados tailandeses no suele ser puro al 100%, sino estar mezclado con azúcar de caña blanca y también con azúcar de malta. En la cocina tailandesa, el azúcar de palma y de cocotero (nahm dtahn bpeep/buk y nahm dtahn maprao) se usan indistintamente. Según Kasma Loha-unchit:

Aunque los nombres se usan indistintamente, el azúcar de palma y el azúcar de cocotero no son lo mismo. Uno procede de la palma de azúcar y el otro de la palmera cocotera, produciéndose ambos de la savia dulce y acuosa que brota de los capullos de flores cortados.

En Indonesia, el azúcar hecho de palmera Borassus se conoce como gula jawa (‘azúcar javanesa’) o gula merah (‘azúcar roja’).

## Uso
Aunque el azúcar de coco ha sido desde hace mucho un ingrediente básico en la cocina tradicional y la medicina herbal del sureste asiático, este edulcorante natural ha evolucionado hasta convertirse en una alternativa al azúcar de caña práctica y fácil de usar. El azúcar de palma cocotera tiene un índice glucémico extremadamente bajo, un contenido nutricional muy alto y un precio asequible tanto para consumidores como para fabricantes, que lo usan para elaborar galletas, pasteles, proteína en polvo, barritas energéticas y otros productos habitualmente producidos con azúcar de caña.
El azúcar de palma se usa a menudo para endulzar comidas saladas, equilibrando el sabor salado del pescado. Su uso principal en la cocina tailandesa es en dulces y postres, y algo menos frecuentemente en curris y salsas.
Los hindúes tienen dos variedades de azúcar de palma. Una es refinada en forma de bloques duros de azúcar moreno oscuro, y se llama karuppatti en tamil. En Kerala se denomina karipotti y se emplea para elaborar café. Se usa para endulzar ciertos tipos de pasteles y galletas. En Bengala Occidental también hay una variante en forma de jaggery de palma datilera, disponible como líquido marrón oscuro (nolen o notun gur) y como bloque sólido marrón oscuro (patali gur). Se usa para preparar postres a base de leche.
La otra variedad es refinada y se encuentra en gránulos de azúcar cristalizado. Se conoce como panam karkandu. Se emplea en medicina, para tratar dolencias de garganta.

## Fabricación
El azúcar de palma se hace practicando varios cortes en el capullo de una palmera y recogiendo la savia. Esta se cuece hasta que espesa, depositándose entonces tradicionalmente en tubos de bambú de unos 7,5 a 12 cm de largo, dejándola solidificarse para obtener bloques cilíndricos. Alternativamente, puede verterse en tarros de cristal o bolsas de plástico.

## Propiedades nutricionales
Respecto a otros edulcorantes disponibles comercialmente, el azúcar de palma cocotera es muy rico en macro y micronutrientes.